# Hanke Bruins Slot
Hanke Gerdina Johannette Bruins Slot (Apeldoorn, 20 ottobre 1977) è una politica olandese, dal 10 gennaio 2022 ministro degli interni nel quarto governo Rutte.
Prima di intraprendere la carriera politica, ha prestato servizio nell'Esercito reale olandese, venendo dislocata nella Provincia di Uruzgan durante la guerra in Afghanistan. Nel 2010 le è stato conferito il grado di capitano di artiglieria.
Successivamente ha lasciato l'ambiente militare per dedicarsi alla politica entrando nel partito Appello democratico cristiano (CDA) e venendo eletta alla Tweede Kamer, rimanendo in carica come parlamentare dal 2010 al 2019.